# Сложение частот света
Сложение частот света — многофотонный процесс взаимодействия лазерного излучения с веществом, при котором поглощаются два или
больше квантов лазерного излучения, а излучается один квант с частотой, равной сумме частот поглощённых квантов.

## Механизм явления
В процессе поглощения нескольких квантов внешнего поля электрон в атоме или молекуле переходит из одного связанного состояния в другое.
В случае распространения двух волн с различными частотами {\displaystyle \omega _{1}} и {\displaystyle \omega _{2}} атом поглощает два кванта
с этими частотами и затем излучает один квант с частотой {\displaystyle \omega _{3}=\omega _{1}+\omega _{2}} (согласно
закону сохранения энергии {\displaystyle \hbar \omega _{3}=\hbar \omega _{1}+\hbar \omega _{2}}).

## Генерация разностной частоты
Возможен также процесс генерации разностной частоты {\displaystyle \hbar \omega _{3}=\hbar \omega _{1}-\hbar \omega _{2}}.

## Где используется
Явление сложения частот света используется для получения когерентного излучения в
ультрафиолетовой области спектра, где отсутствует лазерное излучение и для изучения длительности и
формы импульса лазерного излучения. Явление генерации разностной частоты используется для генерации света в среднем и далёком
инфракрасном диапазоне вплоть до миллиметровых длин волн.